# 高寒早熟禾
高寒早熟禾（学名：Poa koelzii）为禾本科早熟禾属下的一个种。